# Linea principale Ōigawa
La  linea principale Ōigawa (大井川本線?, Ōigawa-honsen), gestita dalla Ferrovia Ōigawa, sussidiaria delle Ferrovie Meitetsu, è una linea ferroviaria regionale a scartamento ridotto che unisce la stazione di Kanaya, sulla linea principale Tōkaidō con quella di Senzu, estendendosi per quasi 40 km.

## Storia
La linea principale Ōigawa venne inaugurata il 10 giugno 1927 come linea ferroviaria privata per condurre i materiali e i lavoratori per la realizzazione di alcune dighe nell'entroterra. Il 1º dicembre 1931 la linea venne estesa fino all'attuale capolinea di Senzu, e dal 18 novembre 1949 arrivò l'elettrificazione, sebbene i primi servizi con locomotive elettriche iniziarono solo nel 1951.
Nel 1971 furono introdotti dei servizi espressi, sebbene la linea passi lungo una zona poco popolata. Per questo la maggior parte dei frequentatori sono turisti o alpinisti diretti alle Alpi meridionali, e per sfruttare al meglio questa vocazione turistica, dal 9 luglio 1976 sulla linea viaggiano regolarmente treni trainati da locomotive a vapore, spesso oggetti di fotografi e appassionati.

## Servizi e stazioni
Sulla linea circolano treni locali, fermanti a tutte le stazioni, e treni espressi, effettuati con materiale d'epoca a vapore.

### Stazioni
Tutte le stazioni si trovano nella prefettura di Shizuoka
●: Ferma sembre, ◇: Ferma a volte, ｜: passa
| Stazione             | Giapponese     | Distanza | Espresso SL | Collegamenti                         | Posizione         |  |
| -------------------- | -------------- | -------- | ----------- | ------------------------------------ | ----------------- |  |
| Kanaya               | 金谷           | 0.0      | ●           | JR Central: Linea principale Tōkaidō | Shimada           |  |
| Shin-Kanaya          | 新金谷         | 2.3      | ●           |                                      | Shimada           |  |
| Daikanchō            | 代官町         | 3.8      | ｜          |                                      | Shimada           |  |
| Higiri               | 日切           | 4.3      | ｜          |                                      | Shimada           |  |
| Goka                 | 五和           | 5.0      | ｜          |                                      | Shimada           |  |
| Kamio                | 神尾           | 9.8      | ｜          |                                      | Shimada           |  |
| Fukuyō               | 福用           | 12.3     | ｜          |                                      | Shimada           |  |
| Owada                | 大和田         | 14.8     | ｜          |                                      | Shimada           |  |
| Ieyama               | 家山           | 17.1     | ●           |                                      | Shimada           |  |
| Nukuri               | 抜里           | 18.8     | ｜          |                                      | Shimada           |  |
| Kawaneonsen Sasamado | 川根温泉笹間渡 | 20.0     | ◇           |                                      | Shimada           |  |
| Jina                 | 地名           | 22.9     | ｜          |                                      | Kawanehon Haibara |  |
| Shiogō               | 塩郷           | 24.3     | ｜          |                                      | Kawanehon Haibara |  |
| Shimoizumi           | 下泉           | 27.4     | ●           |                                      | Kawanehon Haibara |  |
| Tanokuchi            | 田野口         | 31.0     | ｜          |                                      | Kawanehon Haibara |  |
| Suruga-Tokuyama      | 駿河徳山       | 34.1     | ●           |                                      | Kawanehon Haibara |  |
| Aobe                 | 青部           | 36.1     | ｜          |                                      | Kawanehon Haibara |  |
| Sakidaira            | 崎平           | 37.2     | ｜          |                                      | Kawanehon Haibara |  |
| Senzu                | 千頭           | 39.5     | ●           | Ferrovia Ōigawa: Linea Ikawa         | Kawanehon Haibara |  |